# Notylia tamaulipensis
Notylia tamaulipensis är en orkidéart som beskrevs av Heinrich Gustav Reichenbach. Notylia tamaulipensis ingår i släktet Notylia och familjen orkidéer. Inga underarter finns listade i Catalogue of Life.